# Dactyloceras tridentata
Dactyloceras tridentata är en fjärilsart som beskrevs av Conte. 1911. Dactyloceras tridentata ingår i släktet Dactyloceras och familjen Brahmaeidae. Inga underarter finns listade i Catalogue of Life.